# Carneopezizella
Carneopezizella — рід грибів родини Helotiaceae. Назва вперше опублікована 1987 року.

## Класифікація
До роду Carneopezizella відносять 1 вид:
- Carneopezizella salicicola